# Freddie Gruber
Freddie Gruber (New York, 27 maggio 1927 – Los Angeles, 11 ottobre 2011) è stato un batterista e insegnante statunitense.
Freddie crebbe nella nascente scena bebop  e, fra gli altri, suonò anche con Charlie Parker. Gruber sviluppò molto del suo metodo di insegnamento osservando il modo di suonare del suo amico Buddy Rich.
Uno dei suoi concetti principali è quello di "rendere una bacchetta un'estensione della propria mano".

## Studenti
È noto per aver avuto nelle sue file illustri studenti (nonché famosi batteristi) come Neil Peart, Vinnie Colaiuta, Steve Smith e Dave Weckl.